# Edificio de las Escuelas Concentradas de Talca
El edificio de las Escuelas Concentradas de Talca es un inmueble de carácter patrimonial, ubicado en el sector céntrico de la ciudad de Talca, en la Región del Maule. El complejo incluye a la Escuela Superior de Hombres Carlos Salinas Lagos, y a la Escuela Superior de Niñas Presidente José Manuel Balmaceda y Fernández. Su identificación como patrimonio material radica en su carácter simbólico, representando un símbolo de la educación pública de calidad en el centro de la capital regional.

## Historia
La construcción se realizó en el año 1940 durante el gobierno del Presidente Pedro Aguirre Cerda, bajo el contexto de la reconstrucción de la ciudad de Talca, ampliamente destruida por el llamado terremoto de Talca de 1928.
En el año 2013, el edificio es declarado Monumento Nacional en la categoría de Monumento Histórico por el Consejo de Monumentos Nacionales.

## Arquitectura
La obra consiste en un edificio simétrico que refleja una arquitectura funcional, de maciza y sólida estructura. Además, es considerado un edificio emblemático dentro del conjunto de las construcciones emprendidas por la Sociedad Constructora de Establecimientos Educacionales, como materialización de una visión del Estado hacia la Educación, el Consejo de Monumentos Nacionales menciona que se debe a que resuelve las necesidades de la época, posicionando la educación publica en el centro cívico de la ciudad a través de una construcción de carácter monumental.
Por otro lado, la edificación presenta un alta calidad constructiva, que es demostrada al haber subsistido por más de 73 años, y a pesar sufrir daños después del terremoto de 2010, continúa con una fuerte estructura recuperable.

## Actualidad
Desde 2009 las escuelas se encuentran inactivas debido a las condiciones actuales del edificio, el cual fue afectado por el devastador terremoto del 27 de febrero del 2010.
A la fecha se han realizado estudios que demuestran que la estructura tiene ciertos daños, pero que podrían ser reparados, permitiendo volver a albergar a la comunidad escolar y así cumplir su función educacional, sin embargo, hasta el día de hoy, no se ha podido gestar la reparación.